# Iati
Iati é um município brasileiro do estado de Pernambuco. É formado pelo distrito-sede e pelos povoados Quati e Santa Rosa.

## História
A região era primitivamente habitada por índios Carijós e Tupiniquins que denominavam o local de Iati, que quer dizer Casa Nova.
Durante o século XVII muitos negros fugiram e refugiaram-se no interior de Pernambuco.  No território onde hoje se localiza o município de Iati, então chamado de Açude Velho no Sítio Federação foi fundado um Mucambo. Em dialeto quibundo, a palavra refere-se a esconderijo, quilombo, choça. Também no século XVII os brancos apossaram-se da terra, afastando os negros e indígenas que lá habitavam.
O distrito foi criado em 1 de junho de 1892 e denominava-se Mocambo,subordinado ao município de Águas Belas.  Em 1938 o distrito passou a chamar-se de Iati.  Em 26 de dezembro de 1963 foi desmembrado de Águas Belas, tornando-se município autônomo.  Foi instalado em 14 de agosto de 1964. O Povoado de Quati hoje através de uma lei municipal chama-se Distrito Tancredo Neves. Publicado essa última informação hoje 30/05/2013

## Geografia
O município encontra-se inserido no Planalto da Borborema, com relevo suave e ondulado, próprio desta unidade. A vegetação nativa é composta por florestas subcaducifólica e caducifólica.
O município de Iati localiza-se nos domínios da bacia hidrográfica do Rio Ipanema e tem como principais tributários os rios Garanhuzinho, Quati e Dois Riachos, além dos riachos do Mandante, Baixo do Mocó, do Limitão, da Fora, da Grota, das Lajes, Grande, do Umbuzeiro, dos Porquinhos, do Sertão e Amaral Ferreira, todos de regime intermitente.

## Clima
A cidade apresenta um clima tropical, e seu principal bioma é a caatinga.